# Fotballklubben Lyn Oslo 2009
Questa voce raccoglie le informazioni riguardanti il Fotballklubben Lyn Oslo nelle competizioni ufficiali della stagione 2009.

## Rosa
| N. |                           | Ruolo | Calciatore            |
| -- | ------------------------- | ----- | --------------------- |
| 1  | Stati Uniti (bandiera)    | P     | Tyrel Lacey           |
| 2  | Svezia (bandiera)         | D     | Jimmy Tamandi         |
| 3  | Australia (bandiera)      | D     | Shane Stefanutto      |
| 4  | Islanda (bandiera)        | D     | Indriði Sigurðsson    |
| 5  | Svezia (bandiera)         | D     | Rikard Nilsson        |
| 6  | Namibia (bandiera)        | C     | Oliver Risser         |
| 6  | Norvegia (bandiera)       | D     | Christian Brink       |
| 7  | Norvegia (bandiera)       | C     | Edwin Kjeldner        |
| 8  | Costa d'Avorio (bandiera) | C     | Jean Stéphane Yao Yao |
| 8  | Islanda (bandiera)        | C     | Teddy Bjarnason       |
| 9  | Australia (bandiera)      | C     | Kasey Wehrman         |
| 9  | Argentina (bandiera)      | A     | Lucas Pratto          |
| 10 | Norvegia (bandiera)       | C     | Petter Furuseth Olsen |
| 11 | Costa d'Avorio (bandiera) | C     | Bi Hverve Guessan     |
| 11 | Uruguay (bandiera)        | A     | Diego Guastavino      |
| 12 | Norvegia (bandiera)       | P     | Tarjei Omenås         |
| 12 | Canada (bandiera)         | P     | Kenny Stamatopoulos   |

| N. |                           | Ruolo | Calciatore            |
| -- | ------------------------- | ----- | --------------------- |
| 13 | Norvegia (bandiera)       | D     | Vegar Gjermundstad    |
| 14 | Norvegia (bandiera)       | A     | Kim Holmen            |
| 15 | Norvegia (bandiera)       | C     | Erling Knudtzon       |
| 16 | Norvegia (bandiera)       | D     | Thomas Jacobsen       |
| 17 | Norvegia (bandiera)       | C     | Gøran van den Burgt   |
| 18 | Norvegia (bandiera)       | A     | Jo Inge Berget        |
| 19 | Costa d'Avorio (bandiera) | A     | Davy Claude Angan     |
| 20 | Norvegia (bandiera)       | C     | Fredrik Dahm          |
| 21 | Norvegia (bandiera)       | D     | Mads Dahm             |
| 22 | Norvegia (bandiera)       | D     | Tommy Berntsen        |
| 23 | Nigeria (bandiera)        | C     | Stanley Ihugba        |
| 24 | Svezia (bandiera)         | P     | Johan Dahlin          |
| 25 | Nigeria (bandiera)        | C     | Paul Obiefule         |
| 26 | Norvegia (bandiera)       | C     | Endre Fotland Knudsen |
| 27 | Norvegia (bandiera)       | D     | Magne Simonsen        |
| 28 | Norvegia (bandiera)       | D     | Alexander Hassum      |
| 30 | Islanda (bandiera)        | P     | Arnar Darri Pétursson |

## Risultati

### Campionato

#### Girone di andata
| Arbitro: | Staberg |

|  |           |            |
|  | Marcatori | 47’ Ertsås |

| Arbitro: | Johnsen |

|             |           |                       |
| Goodson 24’ | Marcatori | 46’ (rig.) Guastavino |

| Arbitro: | Hafsås |

|  |           |                         |
|  | Marcatori | 47’ Berget 56’ Knudtzon |

| Oslo 13 aprile 2009, ore 18:00 CEST 4ª giornata | Lyn Oslo          | 0 – 0 referto | Viking | Bislett Stadion (2.778 spett.)\| Arbitro: \| Edvartsen (Hamar) \| |
| Arbitro:                                        | Edvartsen (Hamar) |               |        |                                                                   |

| Arbitro: | Sælen (Bergen) |

|            |           |            |
| Sankoh 49’ | Marcatori | 63’ Berget |

| Arbitro: | Olsen (Kristiansand) |

|             |           |                       |
| F. Dahm 90’ | Marcatori | 33’ Mjelde 88’ Hansen |

| Bærum 3 maggio 2009, ore 18:00 CEST 7ª giornata | Stabæk        | 0 – 0 referto | Lyn Oslo | Telenor Arena (9.458 spett.)\| Arbitro: \| Øvrebø (Oslo) \| |
| Arbitro:                                        | Øvrebø (Oslo) |               |          |                                                             |

| Arbitro: | Hauge (Bergen) |

|                |           |            |
| Guastavino 57’ | Marcatori | 59’ Sapara |

| Arbitro: | Skjerven (Kaupanger) |

|                        |           |  |
| Silva 34’ Mathisen 89’ | Marcatori |  |

| Arbitro: | Sandmoen |

|                                             |           |                                                  |
| Obiefule 49’ Pratto 54’, 69’ Guastavino 87’ | Marcatori | 34’, 56’ Hæstad 61’ Sæternes 77’ Mos. Abdellaoue |

| Arbitro: | Moen (Haugesund) |

|               |           |  |
| Moldskred 19’ | Marcatori |  |

| Arbitro: | Berntsen (Vang) |

|            |           |             |
| 75’ Pratto | Marcatori | Johnsen 39’ |

| Arbitro: | Johnsen |

|                    |           |                |
| Huseklepp 53’, 81’ | Marcatori | 79’ Guastavino |

| Arbitro: | Olsen (Kristiansand) |

|                |           |                     |
| Guastavino 13’ | Marcatori | 90’ (aut.) Simonsen |

| Arbitro: | Hafsås |

|                        |           |           |
| Borges 52’ Éverton 81’ | Marcatori | 39’ Angan |

#### Girone di ritorno
| Arbitro: | Edvartsen (Hamar) |

|                                                       |           |  |
| P. Diouf 15’ M. Diouf 65’ Thioune 77’ (rig.) Mota 80’ | Marcatori |  |

| Arbitro: | Helgerud (Lier) |

|                      |           |                         |
| Angan 32’ Berget 83’ | Marcatori | 54’ Keller 78’ Nannskog |

| Arbitro: | Sælen (Bergen) |

|  |           |                       |
|  | Marcatori | 33’ (aut.) Sigurðsson |

| Arbitro: | Hagen (Grue) |

|                                                         |           |                     |
| Bjarnason 15’ Nisja 31’, 51’ Ødegaard 37’ Danielsen 89’ | Marcatori | 26’, 62’ Guastavino |

| Arbitro: | Moen (Haugesund) |

|                        |           |                                   |
| Angan 14’ Obiefule 56’ | Marcatori | 21’ Huseklepp 66’ (aut.) Simonsen |

| Arbitro: | Olsen (Kristiansand) |

|                            |           |              |
| Mjelde 31’ Finnbogason 82’ | Marcatori | 49’ Obiefule |

| Arbitro: | Hafsås |

|                                     |           |                |
| Berget 8’, 53’ Angan 29’ Holmen 80’ | Marcatori | 75’ Stokkelien |

| Arbitro: | Hauge (Bergen) |

|                                        |           |                  |
| Iversen 28’ (rig.) Prica 62’, 84’, 88’ | Marcatori | 68’ (rig.) Angan |

| Arbitro: | Helgerud (Lier) |

|  |           |                      |
|  | Marcatori | 3’ Aarøy 38’ Roberts |

| Arbitro: | Øvrebø (Oslo) |

|                                        |           |             |
| Sæternes 5’, 8’ Fellah 16’ Shelton 51’ | Marcatori | 34’ F. Dahm |

| Arbitro: | Johnsen |

|  |           |            |
|  | Marcatori | 56’ Strand |

| Arbitro: | Edvartsen (Hamar) |

|                               |           |                 |
| 44’ Sundgot 68’ (aut.) Risser | Marcatori | v. d. Burgt 12’ |

| Arbitro: | Moen (Haugesund) |

|  |           |             |
|  | Marcatori | 31’ Winsnes |

| Arbitro: | Helgerud (Lier) |

|                                      |           |           |
| Brenne 35’ Hagen 63’ Kovács 64’, 90’ | Marcatori | 59’ Angan |

| Arbitro: | Hafsås |

|  |           |                                                                     |
|  | Marcatori | 23’ Borges 26’ Valencia 53’ Jóhannsson 59’ (rig.) Wass 73’ Czwartek |

### Coppa di Norvegia
| Arbitro: | Kallerud |

|  |           |                                            |
|  | Marcatori | 9’ Guastavino 47’, 88’ Berget 69’ Knudtzon |

| 28 maggio 2009, ore 18:00 CEST Secondo turno                                                          | Røa       | 0 – 6 referto                                                       | Lyn Oslo |  |
| \| \| \| \| \| \| Marcatori \| 24’, 40’ Obiefule 33’ Bjarnason 63’ (aut.) Johansen 74’, 85’ Pratto \| |           |                                                                     |          |  |
| |           |                                                                     |          |  |
| | Marcatori | 24’, 40’ Obiefule 33’ Bjarnason 63’ (aut.) Johansen 74’, 85’ Pratto |          |  |

| Hamar 17 giugno 2009, ore 18:00 CEST Terzo turno              | HamKam    | 0 – 2 referto               | Lyn Oslo | Briskeby Gressbane |
| \| \| \| \| \| \| Marcatori \| 8’ (aut.) Strand 33’ Pratto \| |           |                             |          |                    |
|                                                               |           |                             |          |                    |
|                                                               | Marcatori | 8’ (aut.) Strand 33’ Pratto |          |                    |

| Arbitro: | Olsen (Kristiansand) |

|          |           |  |
| Solli 9’ | Marcatori |  |